# نيوكاسل يونايتد

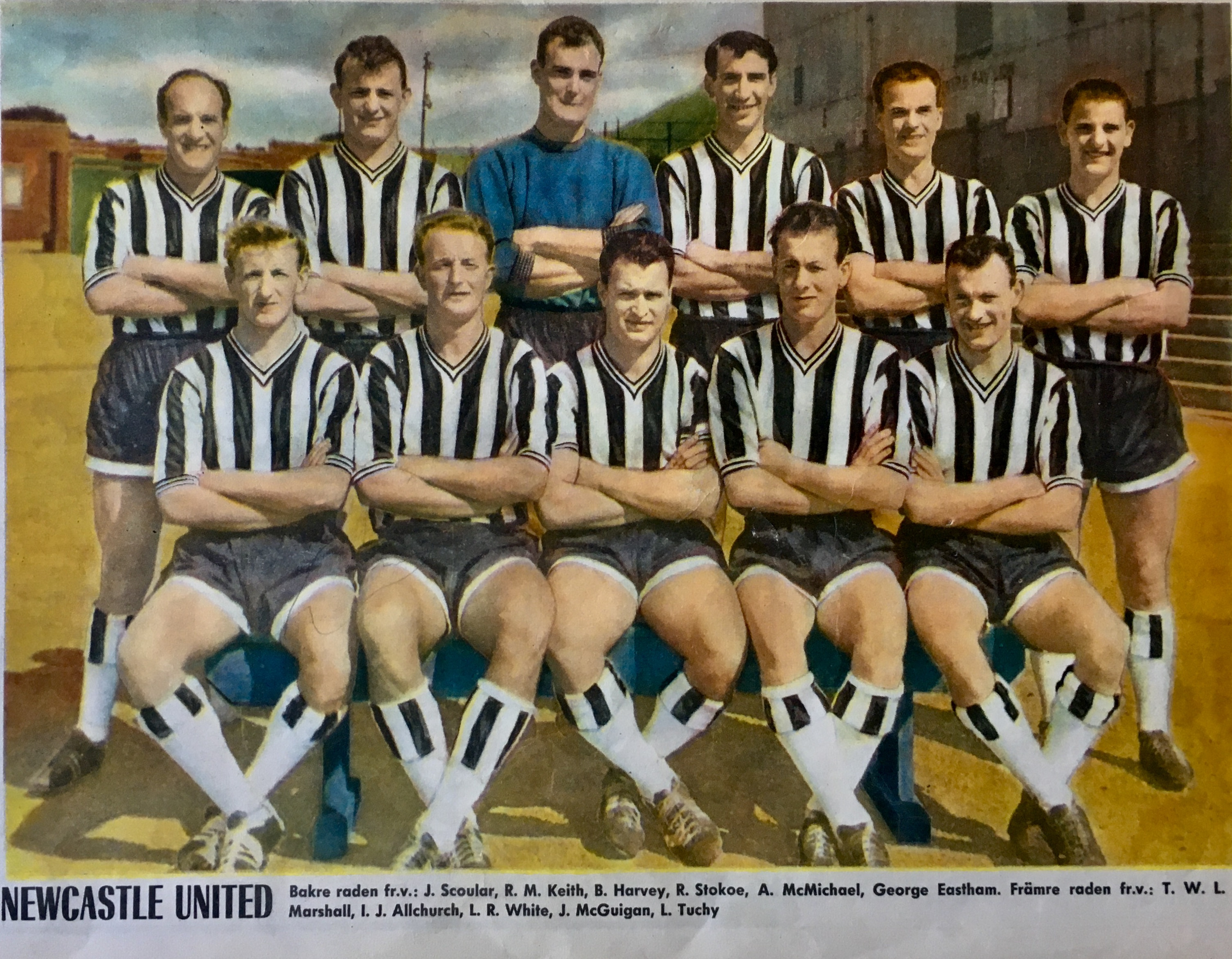
جيمس سكولار "جيمي" ، ريتشارد ماثيوسون كيث "ديك" ، براين هارفي (حارس مرمى) ، بوب ستوكو ، ألف مكمايكل وجورج إيستهام ؛ في الأمام: "تيري" دبليو إل مارشال ، إيفور أولتشورش ، لين وايت ، جون ماكجيجان وليام توهي.

نادي نيوكاسل يونايتد لكرة القدم (بالإنجليزية: Newcastle United Football Club) هو نادي كرة قدم إنجليزي من نيوكاسل أبون تاين. يلعب في الدوري الإنجليزي الممتاز وهو سابع أكثر الأندية الإنجليزية تحقيقاً للبطولات. تأسس في عام 1892 بدمج ناديي نيوكاسل إيست إند مع نيوكاسل وست إند ومنذ ذلك الوقت حتى الآن يلعب في ملعبه الخاص سانت جيمس بارك، وهو أحد أكبر ملاعب إنجلترا. المنافس المحلي التقليدي للنادي هو نادي سندرلاند، بالإضافة إلى ميدلزبره. في عام 1904 ارتدى لاعبو الفريق زي نيوكاسل المعروف الأبيض والأسود لأول مرة بعد أن كانت ألوان الفريق هي الأحمر والأبيض. من أشهر من لعب لصالحه آلان شيرر الذي يحمل الرقم القياسي لأكبر عدد أهداف سجلت في الدوري الإنجليزي الممتاز برصيد 260 هدفاً.
كان النادي في الدوري الإنجليزي الممتاز طوال جميع سنوات تاريخ المسابقة باستثناء ثلاث سنوات، وقضى 89 موسمًا في دوري الدرجة الأولى اعتبارًا من مايو 2021، ولم يهبط أبدًا إلى ما دون الدرجة الثانية في كرة القدم الإنجليزية منذ انضمامه إلى دوري كرة القدم عام 1893. نيوكاسل فازت بأربعة ألقاب في الدوري وستة كؤوس الاتحاد الإنجليزي ودرع المجتمع الخيري، وكأس إنترتوتو لكرة القدم 2006، وهو تاسع أعلى عدد من الألقاب فاز بها نادٍ إنجليزي. كانت الفترة الأكثر نجاحًا للنادي بين عامي 1904 و1910، عندما فاز بكأس الاتحاد الإنجليزي وثلاثة ألقاب في الدوري. هبط نيوكاسل إلى الدرجة الثانية في عام 2009، ومرة أخرى في عام 2016. وصعد للدوري الإنجليزي الممتاز في عامي 2010 و2017.
كان النادي مملوكًا لرجل الأعمال مايك أشلي من 2007 وحتى 2021، وفي 7 أكتوبر 2021 أعلن صندوق الاستثمارات العامة السعودي عن إكمال مجموعةٍ استثماريّة بقيادة الصندوق الاستحواذ على النادي بنسبة 100%، وعُيّن محافظ صندوق الاستثمارات العامة، ياسر بن عثمان الرميان، رئيسًا غير تنفيذيٍّ لمجلس إدارة "نيوكاسل يونايتد".

## تاريخ

### التأسيس (1881–1895)
في نوفمبر / 1881 قرر فريق الكريكت المعروف بنادي ستانلي للكريكيت ببايكر تشكيل فريق كرة قدم بالنادي، لعب هذا الفريق أولى مبارياتهم ضد نادي Elswick Leather Works وفازوا بنتيجة 5 – 0، وبعد عام واحد، وفي أكتوبر/ 1882 غيّر النادي اسمه إلى إيست إند والتي تعني الطرف الشرقي وذلك لتفادي الخلط بين النادي ونادي ستانلي للكريكت ببلدة أخرى. بعد هذا بفترة قصيرة انضم نادي روزوود إلى فريق إيست إند. في نفس الوقت، وفي الجانب الآخر من المدينة أبدى نادي كريكت آخر اهتمامه بكرة القدم، وفي أغسطس من عام 1882 تأسس فريق الطرف الغربي ويست إند، والذي لعب مبارياته الأولى في ملعب الكريكت الخاص به، ثم انتقل بعدها للعب في ملعب سانت جيمس بارك.
و سرعان ما أصبح الطرف الغربي من المدينة هو الأقوى والأفضل في المدينة، ولكن في نفس الوقت لم يلعب الطرف الآخر بالمدينة دور المتفرج، حيث وصل رجل طموح هو السيد Tom Watson إلى مركز سكرتير النادي ومدربه أيضًا وذلك في الـ 1888 وقام توم واتسون بعمل عدة تعاقدات وأصبح النادي لا يكاد ينهي صفقة حتى يبدأ في الأخرى ! وكان معظم اللاعبين قادمين من اسكتلندا، على أي حال فقد زادت قوة نادي شرق المدينة بقوة في حين انخفض مستوى الجانب الغربي كثيرًا. انطلقت أولى المنافسات المحلية في العام 1889، وفي ذات الوقت، بدأت منافسة كاس إنجلترا تلقى اهتمامًا كبيرًا في إنجلترا، وفي نفس العام وهو 1889 تحول فريق الطرف الشرقي إلى فريق محترف في خطوة عملاقة لنادي محلي، وفي مارس / 1890 قاموا بخطوة أكثر جراة بتحويل النادي إلى شركة رأسمالية رأس مالها هو 1000 باوند على أسهم الواحد منها بقيمة 10 شلنات، وفي أثناء ربيع عام 1892 كانت معظم نتائج الفريق سلبية، وفي ذات الوقت وجد الجار المحلي الآخر وهو الطرف الغربي نفسه في أزمة حقيقية بعد خسارته لـ 5 مباريات أمام جاره، وفي النهاية تم عقد اجتماع بين المدراء كانت نتيجته النهائية أن النادي "الطرف الغربي" لن يستطيع الاستمرار.
مع وجود نادٍ كبير وحيد في المدينة يدعمه المعجبون، كان تطوير النادي أسرع بكثير. على الرغم من رفض دخولهم الدوري الإنجليزي الممتاز آنذاك والدرجة الأولى في بداية موسم 1892-93، تمت دعوتهم للعب في دوريهم الجديد دوري الدرجة الثانية. ومع ذلك، مع عدم وجود أسماء كبيرة تلعب في الدرجة الثانية، رفضوا العرض وظلوا في رابطة الشمال، مشيرين إلى أن "البوابات لن تفي بالمصاريف الثقيلة المترتبة على السفر". في محاولة للبدء في جذب حشود أكبر، قررت نيوكاسل إيست إند اعتماد اسم جديد تمهيدا للاندماج.
و لكن الحقيقة أن النادي تمت تصفيته، حيث انتقل عدد من لاعبي الفريق إلى النادي الآخر بالمدينة بالطرف الشرقي، وكذلك سيطر الأخير على ملعب سانت جيمس بارك، وبحلول سبتمبر / 1892 قرر المسؤولون إعطاء النادي اسم جديد وشعار جديد، وفي اجتماع علني تم اقتراح عدة أسماء للنادي من بينها حراس نيوكاسل " نيوكاسل رينجرز " ونيوكاسل سيتي "، ولكن جاءت الموافقة على اسم نيوكاسل يونايتد، ووافق الاتحاد الإنجليزي على التغيير، ومن هنا بدأت قصة نادي نيوكاسل يونايتد.
في بداية موسم 1893-94، تم رفض نيوكاسل يونايتد مرة أخرى للانضمام إلى الدرجة الأولى، وهكذا انضم إلى الدرجة الثانية، جنباً إلى جنب مع ليفربول وآرسنال.
لعبوا أول مباراة تنافسية لهم في الدوري في سبتمبر ضد وولويتش آرسنال والتي انتهت بنتيجة 2-2.

### البدايات
وكانت أرقام الحضور لا تزال منخفضة، ونشر النادي الغاضب بيانا قال فيه "إن جمهور نيوكاسل لا يستحق أن يلبي احتياجات كرة القدم الاحترافية". ومع ذلك، في نهاية المطاف التقطت الأرقام عام 1895-96، عندما شاهد المباراة 14000 مشجع أمام نادي بوري. في ذلك الموسم أصبح فرانك وات سكرتيراً للنادي، وكان له دور أساسي في الصعود إلى الدرجة الأولى لموسم 1898-99. لكنهم خسروا مباراتهم الأولى 4-2 على أرضهم أمام وولفرهامبتون واندررز وأنهوا موسمهم الأول في المركز الثالث عشر.

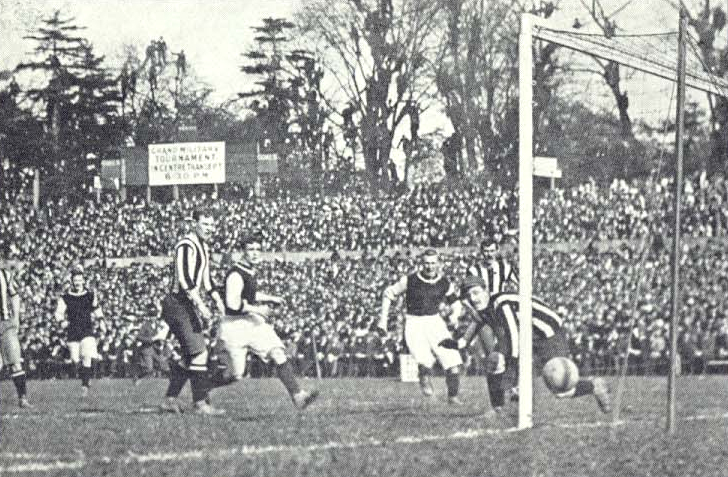
هاري هامبتون يسجل أحد أهدافه أمام أستون فيلا في نهائي كأس الاتحاد الإنجليزي 1905

في موسم 1903-04، بنى النادي تشكيلة واعدة من اللاعبين، وواصل سيطرته على كرة القدم الإنجليزية لمدة ما يقرب من عقد من الزمان، وهو الفريق المعروف بـ "اللعب الفني، الذي يجمع بين العمل الجماعي والفريق السريع القصير". بعد فترة طويلة من تقاعده، قال بيتر ماك ويليام، مدافع الفريق في ذلك الوقت، "إن فريق نيوكاسل من القرن العشرين سيعطي أي فريق حديث هدفين ويضربهم، وأكثر من ذلك، يضربونهم في خبث." ذهب نيوكاسل يونايتد للفوز بالدوري في ثلاث مناسبات خلال 1900 ؛ 1904–05، 1906–07 و 1908-09. في 1904-05، كاد الفريق أن يحقق الثنائية لولا خسارته أمام أستون فيلا في نهائي كأس الاتحاد الإنجليزي. وخسروا أيضا في السنة اللاحقة في النهائي أمام نادي إيفرتون. وفي عام 1908 وصلوا مرة أخرى إلى نهائي الكأس وخسروه أمام الوولفز. استطاعوا أخيرا الحصول على اللقب في عام 1910 بعدما تغلبوا على نادي بارنسلي في النهائي. وفي السنة اللاحقة وصلوا أيضا إلى نهائي الكأس ولكنهم خسروه أمام برادفورد سيتي.
وصل الفريق إلى نهائي كأس الاتحاد الإنجليزي مرة أخرى، وفي المباراة النهائية الثانية التي أقيمت في ذلك الحين على استاد ويمبلي.
استطاعوا هزمو أستون فيلا، ليحصلوا على اللقب الثاني للنادي. بعد ثلاث سنوات فازوا ببطولة الدرجة الأولى للمرة الرابعة في 1926-27، مع هيوغي جالاتشر، أحد أكثر الهدافين غزارة في تاريخ النادي، وقيادة الفريق. اللاعبون الرئيسيون الآخرون في هذه الفترة كانوا نيل هاريس، ستان سيمور وفرانك هودسبث. في عام 1930، اقترب نيوكاسل يونايتد من الهبوط، وفي نهاية الموسم غادر غالاشر النادي متجها إلى تشيلسي، وفي نفس الوقت أصبح أندي كوننغهام مدرب الفريق الأول للنادي. في 1931-32 حصل النادي على اللقب الثالث لكأس الاتحاد الإنجليزي. ومع ذلك، بعد عامين، في نهاية موسم 1933-34، هبط الفريق إلى الدرجة الثانية بعد 35 موسم في القمة. ترك كوننغهام الفريق وتولى توم ماثر منصبه.

### حقبة السبعينيات والثمانينيات
هارفي اشترى اللاعب مالكوم ماكدونالد في صيف عام 1971، مقابل مبلغ قياسي آنذاك بلغ 180,000 جنيه استرليني (يساوي 2334880 جنيه إسترليني في 2016). كان مالكوم هداف مميز، وساهم بشكل كبير في وصول نيوكاسل إلى نهائي كأس الاتحاد الإنجليزي 1974 والذي خسرها أمام ليفربول. كذلك وصل الفريق إلى انتصارات متتالية في كأس تيكساكو في عام 1974 و 1975. هارفي غادر النادي في 1975، وقدم غوردون لي بديلا له. وصل النادي مع لي إلى نهائي كأس رابطة الأندية الإنجليزية المحترفة عام 1976 مع مانشستر سيتي، ولكنه خسرها وفشل في إعادة اللقب إلى المدينة مرة أخرى. على الرغم من ذلك، باع ماكدونالد في نهاية الموسم إلى أرسنال، وقال ماكدونالد بعد خروجه "أحببت نيوكاسل إلى أن جاء غوردون لي".
هبط نيوكاسل مجددا إلى دوري الدرجة الثانية في 1977. تم استبدال دينيس ببيل ماكغري والذي تم استبداله لاحقا بآرثر كوكس. كوكس أعاد الفريق مجددا إلى دوري الدرجة الأولى في عام 1984 مع لاعبين مثل بيتر بيردسلي وكريس وادل وكابتن منتخب إنجلترا لكرة القدم كيفن كيغان. بسبب نقص الأموال غادر كوكس إلى ديربي كاونتي واعتزل كيغان. مع مدربين مثل جاك تشارلتون وويلي مكفاول، بقى نيوكاسل في دوري الأضواء. إلى أن بيع لاعبين أساسيين مثل وادل وبيردسلي وبول غاسكوين هبط نيوكاسل مرة أخرى إلى الدرجة الثانية في 1989. مكفاول غادر مهمته التدريبية وحل جيم سميث محله. غادر سميث في بداية موسم 1991 وعينت الإدارة أوزفالدو أرديليس كبديل له.

### حقبة التسعينيات

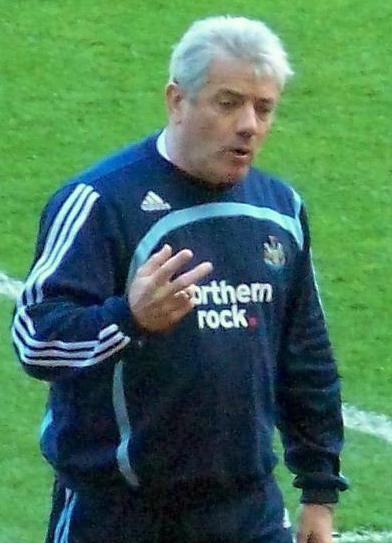
كيفن كيغان (الصورة في فترة تدريبه الثانية في 2008) قاد نيوكاسل للصعود ودوري الأبطال من 1992 إلى 1997، واستطاع تحويل الفريق لأحد كبار إنجلترا على الرغم من عدم الفوز بالدوري

أصبح السير جون هول رئيسا للنادي في 1992، واستبدل المدرب أرديليس بكيغان، والذي استطاع البقاء مع الفريق في الدرجة الثانية. حصل كيغان على المزيد من التمويل لجلب اللاعبين، فتعاقد مع روب لي وبول بريسول وباري فينيسون، ليحقق دوري البطولة الإنجليزية في نهاية موسم 1992–93، ويحصل على بطاقة العبور للدوري الإنجليزي الممتاز. مع نهاية موسم 1993–94، أنهى الفريق الدوري في المركز الثالث، وهو أعلى مركز يصل له منذ 1927. أدت فلسفة كيغان الهجومية إلى تسمية الفريق الفنانين من قبل سكاي سبورتس.
وصل كيغان في الموسمين التاليين 1994–95 و 1995–96 إلى المركز الثاني وكان قريبا جدا من تحقيق اللقب. هذا النجاح كان أحد أسبابه الرئيسية اللاعبين الموهوبين الذين لعبوا مع الفريق وأبرزهم دافيد جينولا وليس فيرديناند وآلان شيرر الذي تعاقد معه الفريق مقابل صفقة قياسية عالمية آنذاك تصل ل15 مليون جنيه استرليني.
غادر كيغان الفريق في يناير 1997، وتم استبداله بكيني دالغليش الذي قدم موسما سيئا بحلوله في المركز الثالث عشر في الدوري وعدم اجتيازه لدور المجموعات في دوري أبطال أوروبا على الرغم من الفوز ضد برشلونة ودينامو كييف أبطال المجموعة. كما خسر الفريق في نهائي كأس الاتحاد الإنجليزي 1998 ليتم التعاقد مع رود خوليت كبديل لدالغليش.
حلّ الفريق مرة أخرى في المركز الثالث عشر في الدوري وخسر نهائي كأس الاتحاد الإنجليزي 1999. وقع خوليت في خلافات مع الفريق والرئيس فريدي شيبارد، ليغارد بعدها خوليت والفريق في المركز الأخير بعد أربع مباريات واستبدل ببوبي روبسون. استطاع الفريق البقاء في الدوري الإنجليزي الممتاز والوصول لنصف نهائي كأس الاتحاد الإنجليزي.

### 2006–2010
على الرغم من إنهاء موسم 2005-06 في المركز السابع، تغيرت حظوظ غلين رويدرفي موسم 2006-07، غادر النادي بالتراضي في 6 مايو 2007. بعد موسم 2006-07، وخلال حقبة الدوري الإنجليزي الممتاز، كان نيوكاسل يونايتد خامس أنجح فريق في الدوري الإنجليزي من حيث النقاط المكتسبة.
تم تعيين سام ألارديس بديلاً عن رويدر كمدير في 15 مايو 2007. في 7 يونيو، تم بيع أسهم فريدي شيبرد النهائية في النادي لمايك آشلي وتم تعيين كريس مورت كرئيس لمجلس الإدارة في 25 يوليو. ثم أعلن آشلي أنه سيشطب النادي من بورصة لندن عند إتمام عملية الاستحواذ. توقف النادي رسميًا عن التداول في البورصة اعتبارًا من الساعة 8 صباحًا في 18 يوليو 2007 بسعر 5 بنسات للسهم.
غادر ألارديس النادي في يناير 2008 بالتراضي بعد بداية سيئة لموسم 2007-08،  وأعيد تعيين كيفن كيجان مدربًا لنيوكاسل. تنحى مورت عن منصبه كرئيس في يونيو وحل محله ديريك لامبياز، وهو شريك طويل الأمد لآشلي. أنهى نيوكاسل موسم 2007-08 في المركز الثاني عشر، ولكن مع اقتراب الموسم من نهايته، انتقد كيغان مجلس الإدارة علنًا، مشيرًا إلى أنهم لم يقدموا الفريق الدعم المالي الكافي.
في سبتمبر 2008، استقال كيغان من منصبه كمدرب، قائلاً:
| نيوكاسل يونايتد | أعتقد أن المدرب يجب أن يكون له الحق في الإدارة وأن الأندية يجب ألا تفرض على أي مدرب أي لاعب لا يريده. | نيوكاسل يونايتد |

تم تعيين جوي كينيار مدرب ويمبلدون السابق كبديل له، ولكن في فبراير 2009، بسبب إجراءه لجراحة قلب، تم تعيين آلان شيرر مدرباً مؤقتًا في غيابه. تحت قيادة شيرر، هبط النادي إلى دوري البطولة الإنجليزية في نهاية موسم 2008-09، وهي المرة الأولى التي يهبط فيها النادي خلال حقبة الدوي الإنجليزي الممتاز منذ انضمامه إليه في عام 1993.
بعد هبوط النادي، تم طرح النادي للبيع في يونيو 2009، بسعر 100 مليون جنيه إسترليني. تم منح كريس هويتون وظيفة المدرب بشكل مؤقت قبل تعيينه بشكل رسمي في 27 أكتوبر 2009. في نفس اليوم، أعلن آشلي أن النادي لم يعد معروضًا للبيع.

### 2010–2016: الصعود للدوري الإنجليزي للمرة الثانية

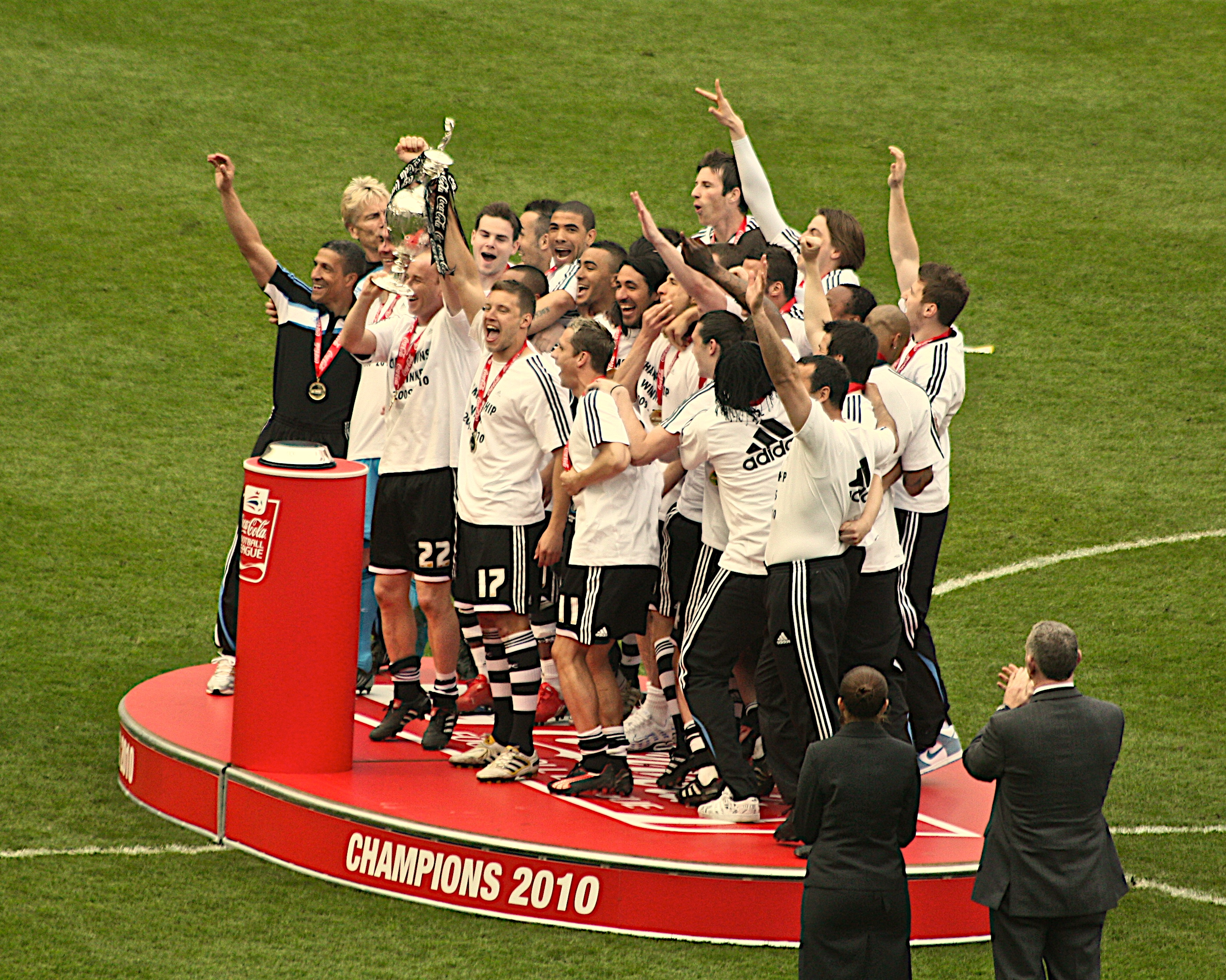
عاد نيوكاسل فورًا إلى الدوري الإنجليزي الممتاز في 2010 بعد هبوطه في العام السابق.

قاد هيوتون نيوكاسل للفوز بالدوري الإنجليزي الدرجة الأولى 2009–10، وصعد إلى الدوري الإنجليزي الممتاز في 5 أبريل 2010 مع تبقي خمس مباريات علي نهاية البطولة، وحصل على اللقب في 19 أبريل. صعد نيوكاسل إلى الدوري الإنجليزي الممتاز بعد موسم واحد فقط في الدرجة الأولي.
تحت قيادة هيوتون، تمتع نيوكاسل ببداية قوية لموسم 2010-11، لكنه أُقيل في 6 ديسمبر 2010. بعد ثلاثة أيام، تم تعيين آلان باردو كمدرب بعقد مدته خمس سنوات ونصف. على الرغم من بعض الاضطرابات، تمكن نيوكاسل من احتلال المركز 12 في نهاية الموسم، مع تسليط الضوء بشكل خاص على التعادل 4-4 على أرضه ضد آرسنال الذي شهد تعادل نيوكاسل بعد تأخره بأربعة أهداف للحصول على نقطة.
كانت بداية موسم 2011-12 ناجحة للغاية، حيث لعبوا 11 مباراة متتالية بدون هزيمة. حصل نيوكاسل في النهاية على مكان في الدوري الأوروبي 2012-13 مع إحتلاله المركز الخامس في الترتيب، وهو أعلى مركز له في الدوري منذ أيام بوبي روبسون. في الموسم التالي، قام نيوكاسل بصفقات قليلة في الصيف وعانى من الإصابات خلال الموسم. ونتيجة لذلك، شاب النصف الأول من الموسم 10 هزائم في 13 مباراة، مما أدى إلى تواجد النادي بالقرب من منطقة الهبوط. كانت نتائج الفريق في الدوري الأوروبي ناجحة إلى حد كبير حيث وصل الفريق إلى ربع النهائي قبل أن يخرج من بنفيكا. على الصعيد المحلي، عانى نيوكاسل حتي المباراة قبل الأخيرة من الموسم.

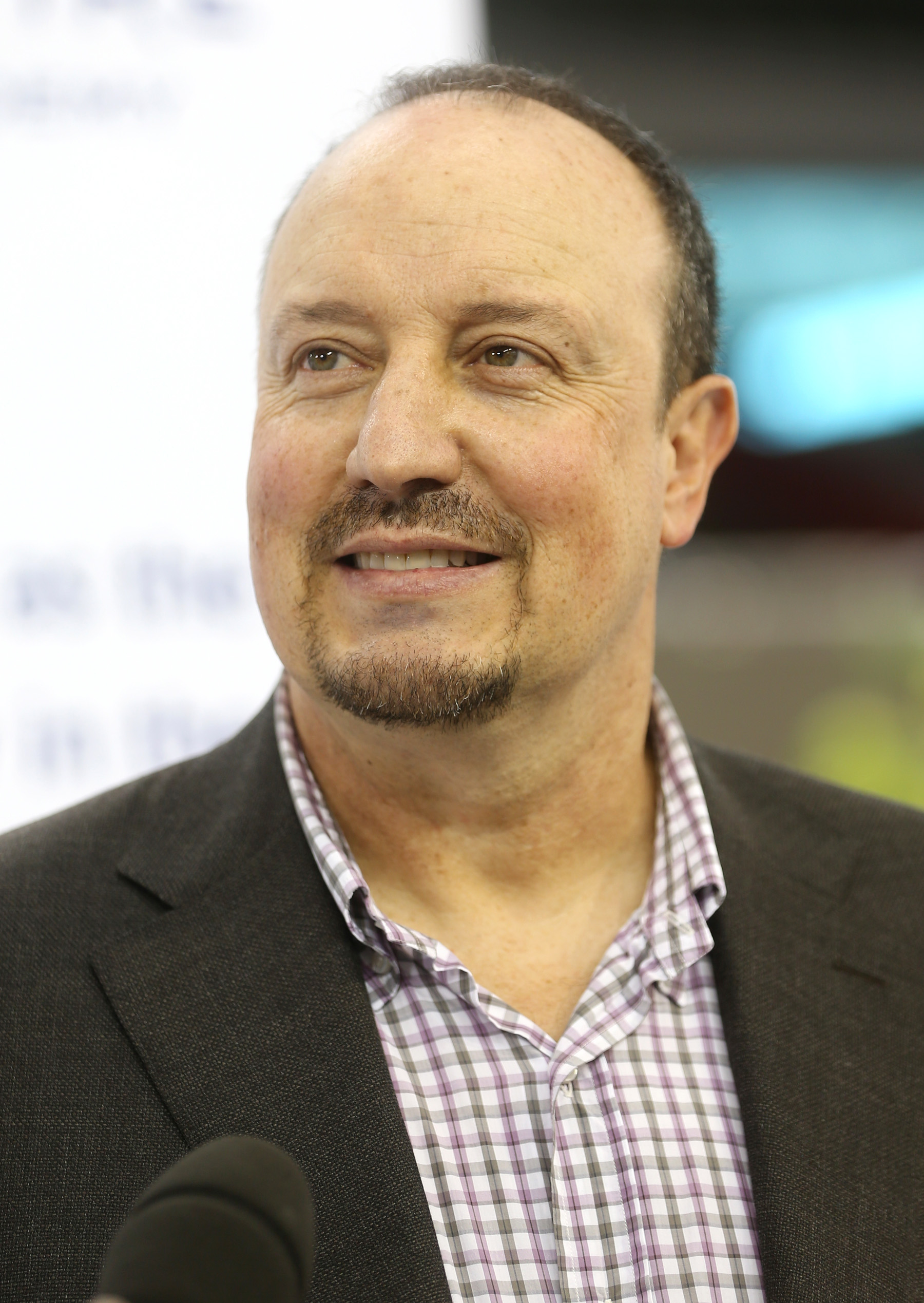
رافائيل بينيتيز أدار النادي من مارس 2016 إلى يونيو 2019

شهد موسم 2014-2015 فشل نيوكاسل في الفوز بأي من مبارياته السبع الأولى، مما دفع المشجعين لبدء حملة لإقالة باردو من منصبه كمدرب قبل أن يؤدي تحسن المستوى إلى صعوده إلى المركز الخامس في الجدول. غادر بارديو متوجهاً إلى كريستال بالاس في ديسمبر. في 26 يناير 2015، تم تعيين مساعده جون كرافر في المسؤولية لما تبقى من الموسم لكنه اقترب من الهبوط، وعاني حتي اليوم الأخير بفوزه 2-0 على وست هام.
في 9 يونيو 2015، أقيل كرافر وحل محله ستيف مكلارين في اليوم التالي. في 11 مارس 2016 ، أقيل مكلارين بعد تسعة أشهر من العمل كمدرب، مع احتلال نيوكاسل المركز التاسع عشر في الدوري الإنجليزي الممتاز، وفاز النادي بستة فقط من أصل 28 مباراة في الدوري الإنجليزي الممتاز خلال فترة وجوده في النادي. تم استبداله بالإسباني رافائيل بينيتيز في نفس اليوم، الذي وقع عقدًا لمدة ثلاث سنوات، لكنه لم يكن قادرًا على منع النادي من الهبوط للمرة الثانية تحت ملكية أشلي.

### 2016 إلى الوقت الحاضر: الصعود للدوري الإنجليزي للمرة الثالثة والاستحواذ السعودي
عاد نيوكاسل إلى الدوري الإنجليزي الممتاز، وفاز بلقب البطولة في 7 مايو 2017 بفوزه 3-0 على بارنسلي. في 16 أكتوبر 2017 ، طرح مايك أشلي فريق نيوكاسل يونايتد للبيع للمرة الثانية. أنهى الفريق الموسم بفوزه 3-0 على بطل العام السابق تشيلسي، واحتل المركز العاشر في الدوري، وهو أعلى إنجاز له في أربع سنوات. شهد الموسم التالي احتلال المركز الثالث عشر، على الرغم من تواجده في منطقة الهبوط في يناير. تعرض آشلي لمزيد من التدقيق بسبب افتقاره للاستثمار في الفريق والتركيز الواضح على المشاريع التجارية الأخرى. ترك بينيتز منصبه في 30 يونيو 2019 بعد رفض عقد جديد.
في 17 يوليو 2019، تم تعيين ستيف بروس، مدرب نادي سندرلاند السابق، كمدرب بموجب عقد مدته ثلاث سنوات. احتل بروس المركزين الثالث عشر والثاني عشر خلال أول موسمين له في منصبه. في 7 أكتوبر 2021، بعد 14 عامًا كمالك، باع آشلي النادي إلى تحالف جديد مكونًا من صندوق الاستثمارات العامة في المملكة العربية السعودية، و آر بي سبورتس آند ميديا وبي سي بي كابيتال بارتنرز.

## هوية النادي
ألوان قميص النادي الاساسي هي قميص مخطط بالأبيض والأسود. عادة ما تكون السراويل القصيرة والجوارب سوداء مع تقليم أبيض، على الرغم من ارتداء الجوارب البيضاء أحيانًا تحت إشراف بعض المديرين الذين يعتبرونهم "جالبي الحظ". كانت ألوان نيوكاسل في البداية بشكل عام هي المجموعة الأساسية لنيوكاسل إيست إند إف سي، والتي تتألف من قمصان حمراء عادية مع شورت أبيض وجوارب حمراء. في عام 1894 ، اعتمد النادي القمصان المخططة بالأبيض والأسود، والتي كانت تستخدم قبلها كألوان القميص الإحتياطي . تم اختيار هذه الألوان للفريق الأول لأنها لم تكن مرتبطة بأي من الفريقين اللذين تم دمجهما . تم اعتماد في السراويل الرمادية حتى عام 1897 ، وبين عامي 1897 و 1921 ، لعبوا في السراويل الزرقاء قبل تبني السراويل السوداء التي يلعبونها الآن.
تغيرت ألوان يونايتد عدة مرات على مر السنين. لعبوا بالقمصان البيضاء والسراويل السوداء من عام 1914 حتى عام 1961 ، ثم في السراويل البيضاء حتى عام 1966. ثم لعبوا بالقمصان الصفراء والسراويل الزرقاء لموسم 1967-68 ، ولكن من 1969 إلى 1974 لعبوا باللون الأحمر بالكامل مع الثلث الأزرق بالكامل.في عام 1974 ، عادوا إلى القميص الأصفر، الذي لعبوه بشورتات ملونة مختلفة حتى عام 1983. استخدموا باللون الرمادي بالكامل من 1983 إلى 1988 ، قبل أن يعودوا مرة أخرى إلى القميص الأصفر حتى عام 1993. منذ عام 1995، تغير القميص الإحتياطي بشكل متكرر ولم يكن هو نفسه لأكثر من موسم واحد. ومن خلال المالك مايك أشلي ، فللنادي أيضًا علاقة مع سلسلة البيع بالتجزئة سبورتس ديريكت ( بالإنجليزية : Sports Direct ) التي أسسها.
في 4 يناير 2012 ، وقعت شركة فيرجن موني، التي كانت قد اشترت للتو نورثرن روك، صفقة لمدة عامين لرعاية نيوكاسل يونايتد. في يناير 2010 ، أصبحت بوما المورد الرسمي والمرخص له للبضائع المقلدة لنيوكاسل. تعني هذه الصفقة قيام بوما بتزويد الفريق ومجموعة أدوات متماثلة ومعدات التدريب لموسمي 2010-11 و 2011-12.
تم استخدام شعار النادي الحالي لأول مرة في موسم 1988-89. يشتمل الشعار على عناصر من شعار الجيش الحامي لمدينة نيوكاسل أبون تاين - حصانان بحريان يمثلان روابط تينيسايد القوية بالبحر، والقلعة التي تمثل محمية نورمان بالمدينة. تم وضع شعار الجيش للمدينة لأول مرة على قمصان الفريق في عام 1969 ويرتدي بشكل أساسي حتى عام 1976.ظهرت عبارة في الأسفل وهي تعبر عن المدينة باللاتينية ؛ (fortiter defendit triumphans ) وهو ما يترجم إلى اللغة الإنجليزية على أنه "الانتصار بالدفاع القوي."
كان التصميم على شكل دائري، أظهر اسم النادي بالكامل، واحتوى على طائر العقعق يقف أمام نهر تاين مع قلعة نيوكاسل النورماندية التاريخية في الخلفية. تم اتباع تصميم أكثر بساطة في عام 1983 ، ويضم الأحرف الأولى من اسم النادي باللغة الإنجليزية، ( NUFC ) مع العقعق الصغير المستخدم في الشعار السابق داخل "C" الاخيرة من الإختصار الموضوعة أفقيًا، كان هذا الشعار قصير العمر نسبيًا وتوقف بعد عام 1988.
في 16 مايو 2013 ، أصدر نيوكاسل القميص الاحتياطي لموسم 2013-14 والذي ظهر لأول مرة بشعار Wonga.com ، والذي أثار انتقادات من العديد من أنصار نيوكاسل. كان القميص أزرق داكن مع شرائط زرقاء فاتحة. تلقى القميص آراء متباينة من أنصار نيوكاسل، الذين وصفوا القميص بأنه "رائع" و "لطيف" ، كما نقلت صحيفة نيوكاسل اليومية إيفنينج كرونيكل. في يوليو 2013 ، رفض مهاجم نيوكاسل والمسلم المتدرب بابيس سيسي ارتداء أي طقم رسمي أو لباس تدريبي بالإشارة إلى Wonga.com ، ولم يلتحق بمعسكر الفريق في 2013 قبل الموسم في البرتغال.
في 15 مايو 2017 ، تم الكشف عن القميص الأساسي لموسم 2017-18 ، والذي يحمل شعار الرعاة الجدد Fun88. تم عرض القميص مع شعار تذكاري ذهبي وفضي للاحتفال بالموسم 125 لكرة القدم للنادي، بناءً على شعار المدينة. كما تم الإعلان عن أن المجموعة ستحتوي على أرقام حمراء لأول مرة منذ موسم 1992-93. يشمل رعاة المجموعة السابقون نيوكاسل بروريز (1980-1986) ، جرينالز بيرز (1986-1990) ، McEwan's Lager و Newcastle Brown Ale (1990-2000) ، NTL (2000–03) ، نورثرن روك (2003-12) ، فيرجن موني ( 2012–13) و Wonga.com (2013–17).

## ملعب الفريق
طوال تاريخ نيوكاسل يونايتد، كان ملعب سانت جيمس بارك وهو أقدم وأكبر ملعب لكرة القدم في شمال شرق إنجلترا وسادس أكبر ملعب لكرة القدم في المملكة المتحدة، الملعب الرئيسي للنادي. استضاف الملعب 10 مباريات كرة قدم دولية، كانت الأولى في عام 1901 والأخيرة في عام 2005. تم استخدامه كملعب لكل من الألعاب الأولمبية الصيفية 2012 وكأس العالم للرغبي 2015.
لُعبت كرة القدم في سانت جيمس بارك في وقت مبكر من عام 1880، حيث كان الملعب الرسمي لفريق نيوكاسل رينجرز، قبل أن يصبح موطن فريق نيوكاسل ويست إند إف سي. في عام 1886. ثم اشتري نيوكاسل إيست إند إف سي عقد إيجار الملعب في عام 1892، قبل أن يغيروا اسم النادي إلى نيوكاسل يونايتد. في مطلع القرن العشرين، تم تحديد سعة الملعب بـ 30 ألفًا قبل إعادة تطويره بين عامي 1900 و 1905، مما أدى إلى زيادة السعة إلى 60 ألفًا وجعله أكبر ملعب في إنجلترا. خلال القرن العشرين، لم يتغير الملعب كثيرًا، على الرغم من الخطط المختلفة لتطويره. تم استبدال المدرج الغربي القديم بمدرج ميلبورن في عام 1987، واستبدل جناح السير جون هول بمدرج ليازيس إند في عام 1993، وتم تجديده مما جعله يتسع لـ 37000 مقعدًا. بين عامي 1998 و 2000، تمت إضافة طبقات مزدوجة إلى مدرجات ميلبورن وسير جون هول لرفع مستوى المكان إلى سعته الحالية البالغة 52354. كانت هناك خطط لبناء ملعب جديد يتسع لـ 90 ألف متفرج في حديقة ليازيس، خلف سانت جيمس مباشرة مع استيلاء نيوكاسل فالكونز على سانت جيمس بارك، ولكن بسبب الاحتجاجات، تم إلغاء الخطط. يتسع ملعب سانت جيمس بارك حاليًا لـ 52354 شخصًا، لكن مالك النادي السابق مايك آشلي قال إنه سيفكر في إزالة السقف من جالوجيت إند وإضافة 6000 مقعدًا آخر، مما يرفع السعة الإجمالية إلى 58420 شخصًا، ولكن فقط إذا تمكن الفريق من إنهاء الموسم في المراكز الستة الأولى في الدوري الممتاز.
في أكتوبر 2009، أعلن آشلي أنه يخطط لبيع اسم الملعب في محاولة لزيادة الإيرادات، وفي نوفمبر تم تغيير اسم الملعب مؤقتًا إلي سبورتس دايركت.كوم @ ملعب سانت جيمس بارك. كان من المفترض استخدام هذا الاسم حتى نهاية موسم 2009-10، لكنه استمر حتى نوفمبر 2011. في 10 نوفمبر 2011، قام النادي رسميًا بتغيير اسم الملعب إلى سبورتس دايركت أرينا، على الرغم من أن هذا كان اسمًا مؤقتًا لعرض قدرات رعاية الملعب. لم تكن الشركة المملوكة لآشلي تدفع أي شيء مقابل الصفقة. في 9 أكتوبر 2012، أصبحت شركة ونجا.كوم الراعي التجاري الرئيسي لنيوكاسل يونايتد واشترت حقوق تسمية الملعب لكنها أعادت اسم سانت جيمس بارك.
يقع ملعب التدريب الحالي للنادي في دارسلي بارك، شمال المدينة في بينتون. تم افتتاح المنشأة في يوليو 2003 ويستخدمها أيضًا فريق نيوكاسل فالكونز للرجبي.

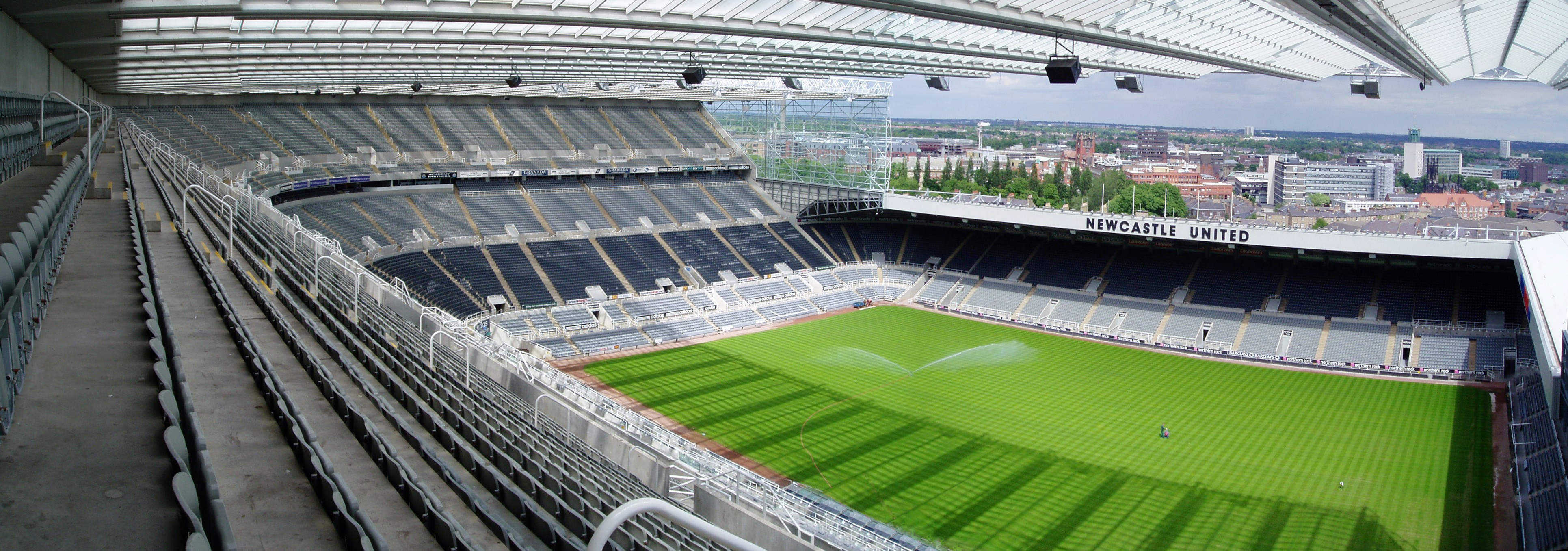
صورة بانورامية لملعب سانت جيمس بارك من جناح ميلبورن.

## الملكية

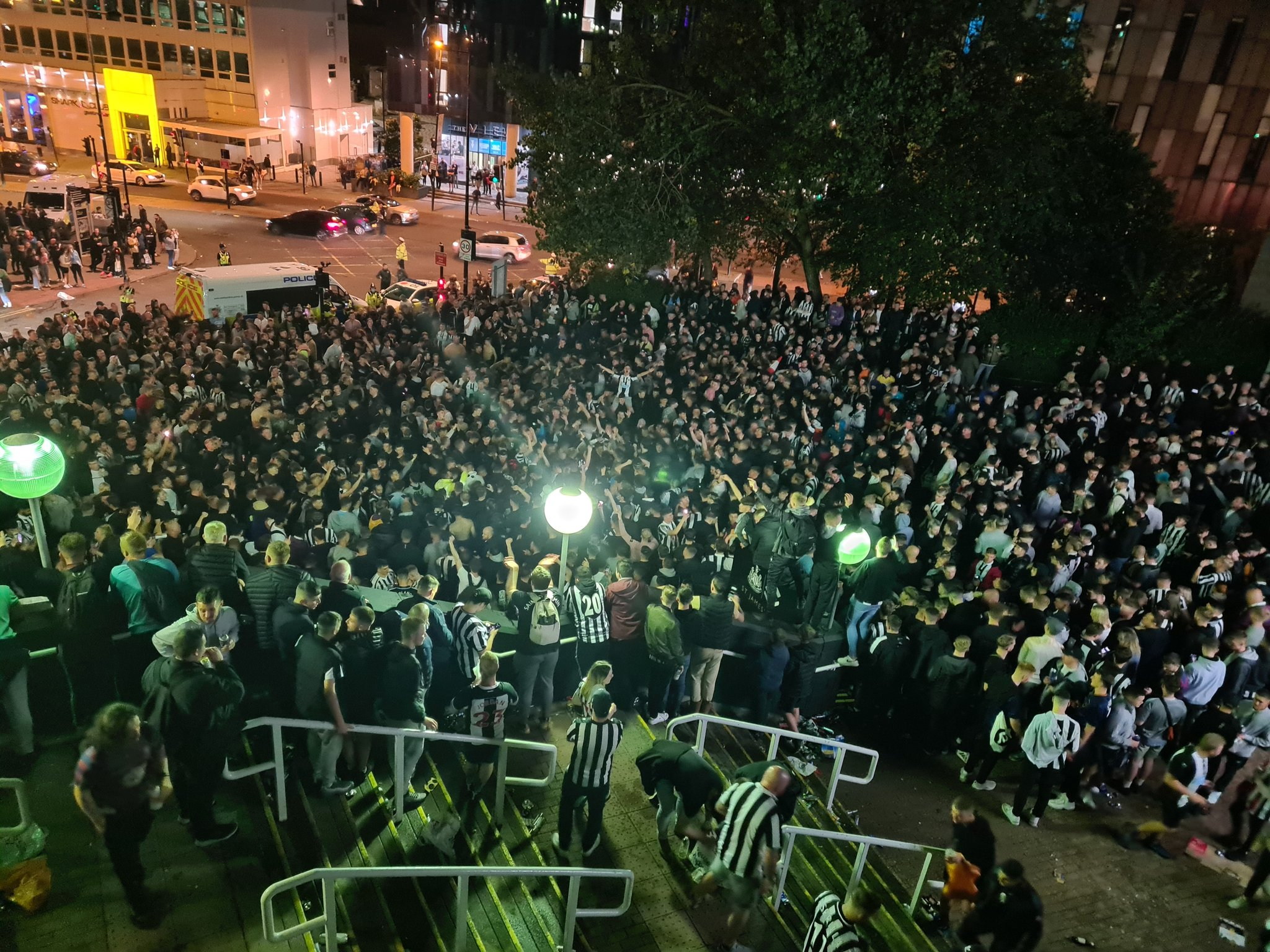
تجمع لجماهير نيوكاسل يونايتد

تأسس نيوكاسل يونايتد كشركة خاصة محدودة بالأسهم في 6 سبتمبر 1895. تم تداول النادي بهذه الطريقة في أغلب فترات القرن العشرين، حيث سيطر على الملكية عائلات مكيغ وويست وود وسيمور. في عام 1991، قام جون هال بشراء 72.9% من قيمة النادي. وفي أبريل 1997، قام جون هال بوضع النادي في البورصة كشركة عمومية محدودة مع بيع أقل من نصف الأسهم لعائلة هال والأغلبية تذهب إلى شريكه التجاري فريدي شيبارد. في وقت لاحق من ذلك العام، تنحى هول عن منصب رئيس مجلس الإدارة وحل محله شيبارد، وأصبح جون دوغلاس ممثلاً عن عائلة هول في مجلس الإدارة كونه نجل جون هال. في ديسمبر 1998، بعد شراء 6.3% في النادي مقابل 10 ملايين جنيه إسترليني، قررت المجموعة الإعلامية فيرجن ميديا ليمتد في الاستحواذ الكامل على النادي. تم رفض هذا الأمر لاحقًا بعد أن أعربت لجنة المنافسة التي تأسست في أبريل 1999 عن مخاوفها من أن تكون أندية كرة القدم مملوكة لشركات إعلامية.
في عام 2007، قام رجل الأعمال البريطاني مايك أشلي بشراء حصص كلاً من دوغلاس وجون هول بنسبة 41% في النادي من خلال شركته سانت جيمس هولدينغز وكان يهدف لشراء البقية. عند شراء هذه الحصة، عين كريس مورت رئيسًا لمجلس الإدارة، وفي نفس العام استحوذ على المزيد من الأسهم حتى وصل إلى 93.19% بحلول 29 يونيو 2007. ارتفعت النسبة حتى وصلت إلى 95% في 11 يوليو 2007، مما أجبر المساهمين الباقين على بيع أسهمهم.
منذ إتمام شراء النادي أعلن أشلي بأنهُ يعتزم بيع النادي ثلاث مرات. حدثت المرة الأولى بعد احتجاجات المشجعين على استقالة المدرب كيفن كيغان في 14 سبتمبر 2008 وصرح آشلي «لقد استمعت إليكم. تريدوني أن أخرج. هذا ما أحاول فعله الآن.» لكن لم يتمكن من العثور على مُشتري في 28 ديسمبر 2008. في 31 مايو 2009، أُفيد بأن آشلي يحاول بيع النادي مرة أخرى. في 8 يونيو 2009، أكد آشلي أن النادي معروض للبيع بسعر 100 مليون جنيه إسترليني. بحلول نهاية أغسطس 2009، لم يتمكن من بيعه ولم يعد معروضًا في السوق. في 16 أكتوبر 2017، أعلن نيوكاسل يونايتد أن آشلي عرض النادي مرة أخرى للبيع، حيث أبلغ عن أمله في إبرام صفقة بحلول عيد الميلاد 2017.
في 7 أكتوبر 2021 أعلن صندوق الاستثمارات العامة السعودي أن مجموعةً استثماريّةً يقودها صندوق الاستثمارات العامة، وتضم أيضاً شركة "PCP Capital Partners" و "RB Sports & Media" أكلمت عملية الاستحواذ بنسبة 100% على "Newcastle United Limited" و "Newcastle United Football Club" (النادي) من شركة "St. James Holdings Limited". كما قد تم الحصول على جميع الموافقات اللازمة من الدوري الإنجليزي الممتاز واكتمل الاستحواذ في اليوم ذاته. أُعلِنَ أيضًا عن تعيين محافظ صندوق الاستثمارات العامة، ياسر بن عثمان الرميان، رئيسًا غير تنفيذيٍّ لمجلس إدارة "نيوكاسل يونايتد"، وسيتم تعيين أماندا ستافيلي، الرئيس التنفيذي لشركة "PCP Capital Partners" كعضو في مجلس الإدارة، بالإضافة إلى جيمي روبن والذي سيمثل شركة "RB Sports & Media".

## الدور الإجتماعي
أنشأت نيوكاسل يونايتد مؤسسة نيوكاسل المتحدة في صيف عام 2008 ، والتي تسعى إلى تشجيع التعلم وتعزيز الحياة الصحية بين الأطفال والشباب والأسر المحرومين في منطقة الشمال الشرقي ، فضلاً عن تعزيز المساواة والتنوع. قالت مديرة المؤسسة كيت برادلي لموقع الأخبار الخيرية The Third Sector على الإنترنت: "ينظر الأطفال إلى اللاعبين على أنهم أبطالهم ، وأي شيء يقولونه يتم نقله على الفور. إذا طلب منهم مدافع نيوكاسل ستيفن تايلور ألا يأكلوا من حانة مارس لتناول الإفطار ، فإنهم سيستمعوالا ".
في عام 2010 ، علمت الجمعية الخيرية أكثر من 5000 طفل عن الحياة الصحية. يعد التزام المؤسسة .تعمل هذه الأندية وغيرها على تغيير طريقة تفاعل الرياضة الاحترافية مع مجتمعاتها وداعميها. في ديسمبر 2012 ، أعلن النادي أنه أصبح أول نادي كرة قدم إيجابي الكربون في العالم.

## المناصرين والمنافسين

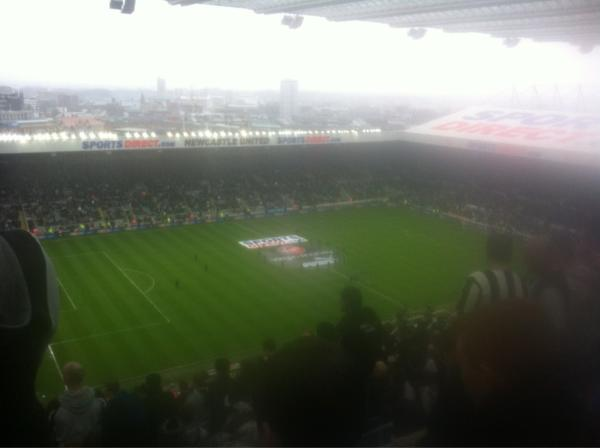
جماهير نيوكاسل يونايتد (Toon Army) في ملعب سانت جيمس بارك قبيل ديربي تاين-وير ضد سندرلاند – 4 مارس 2012

يعتبر أنصار نيوكاسل يونايتد من جميع أنحاء الشمال الشرقي وما وراءه ، مع وجود مشجعين في بعض البلدان في جميع أنحاء العالم. لقب النادي هو " طائر العقعق " (بالإنجليزية: The Magpies) ، بينما يُعرف أنصار النادي أيضًا باسم جورديز ( Geordies ) أو جيش تون ( Toon Army ). نشأ اسم تون من النطق الجوردي ( لهجة بريطانية ) لإسم المدينة. في استطلاع عام 2004 من قبل الهيئة التعاونية للخدمات المالية ( Co-operative Financial Services ) ، وجد أن نيوكاسل تصدرت جدول الدوري من حيث التكلفة التي تكبدها والمسافة التي قطعها المشجعون المقيمون في نيوكاسل الذين يرغبون في السفر إلى كل مباراة خارج الدوري الإنجليزي الممتاز. تم احصاء المسافة الإجمالية التي قطعها أحد المشجعين لحضور كل مباراة خارج ملعبه بعيدا عن نيوكاسل والتي تعادل رحلة حول العالم.
في موسم 2009-10 ، عندما كان النادي يلعب في الدرجة الثانية لكرة القدم الإنجليزية كان متوسط الحضور في سانت جيمس بارك 43388 ، وهو رابع أعلى نادٍ إنجليزي في ذلك الموسم. في نهاية موسم الدوري الممتاز 2011-12 ، احتل نيوكاسل يونايتد ثالث أعلى متوسط حضور لهذا الموسم بمعدل 49935. تم تجاوز هذا الرقم فقط من قبل أرسنال ومانشستر يونايتد ، الناديين الوحيدين في الدوري الإنجليزي الممتاز مع ملاعب أكبر في ذلك الوقت.
يشر أنصار النادي عددًا من المجلات بما في ذلك الإيمان الحقيقي ( True Faith ) وماج ( The Mag ) ، إلى جانب الموقع NUFC.com ، الذي تم تأسيسه في عام 1996. وقاموا بإنشاء رابطة مشجعين نيوكاسل الموثوقة ( Newcastle United Supporters Trust ) في سبتمبر 2008 ، بهدف "تمثيل الحشود الغفيرة التي تدعم نيوكاسل يونايتد " . بالإضافة إلى ترانيم كرة القدم الإنجليزية المعتادة ، يغني أنصار نيوكاسل أغنية مدينة تينيسيد التقليدية "سباقات بلايدون" "Blaydon Races."
المنافسون الرئيسيون لنيوكاسل هم سندرلاند ، ضدهم في ديربي تاين وير. في عام 1998 ، كتب ستينج مؤسس الشرطة ومشجع نيوكاسل أغنية لدعم نيوكاسل ، بعنوان "الجيش الأسود والأبيض (إعادة الكبرياء إلى الوطن)". في عام 2015 ، قاطع بعض مشجعي نيوكاسل المباريات احتجاجًا على إدارة النادي من قبل مايك أشلي ، وكانوا مدعومين من مشجعي النادي المشهورين مثل ستينج وجيمي نيل.

## الأرقام والإحصائيات

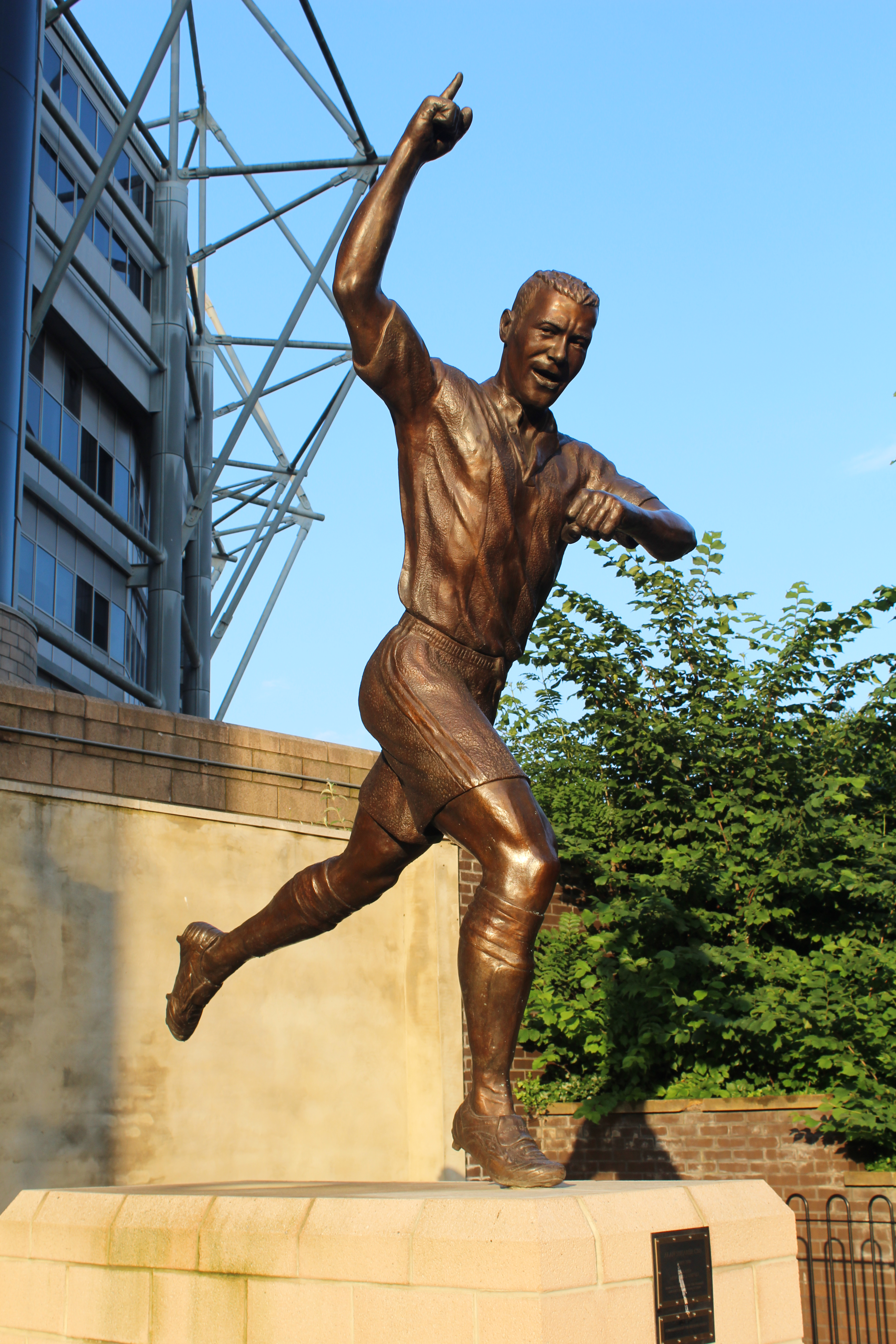
تمثال هداف النادي علي مدار التاريخ آلان شيرر خارج ملعب سانت جيمس بارك

اعتبارًا من موسم 2019-20 ، قضى نيوكاسل يونايتد 88 موسمًا في دوري الدرجة الأولى الإنجليزي . هم الثامن في جدول الدوري الممتاز على مدار التاريخ وله تاسع أعلى مجموع من الألقاب الكبرى التي فاز بها نادٍ إنجليزي برصيد 11 فوزًا. صاحب الرقم القياسي لأكبر عدد من المباريات هو جيمي لورانس ، حيث شارك في 496 مباراة مع الفريق الأول بين عامي 1904 و 1921. أفضل هداف للنادي هو آلان شيرر ، الذي سجل 206 أهداف في جميع المسابقات بين عامي 1996 و 2006. يحمل آندي كول الرقم القياسي لأكبر عدد من الأهداف المسجلة في موسم واحد: 41 هدفًا في موسم 1993-94 في الدوري الإنجليزي الممتاز. شاي جيفن هو اللاعب الدولي الأكثر توجًا للنادي ، حيث شارك في 134 مباراة مع جمهورية أيرلندا.
كان أكبر هامش انتصار للنادي في الدوري هو الفوز 13-0 على نيوبورت كاونتي في دوري الدرجة الثانية عام 1946. وكانت أكبر هزيمة لهم في الدوري 9-0 أمام بيرتون واندرارز في دوري الدرجة الثانية عام 1895. [بحاجة لمصدر] أطول عدد من المواسم المتتالية للنادي في دوري الدرجة الأولى لكرة القدم الإنجليزية كان 36 مواسمًا من 1898-99 حتى 1933-1934.
حضور نيوكاسل القياسي على أرضه هو 68386 مشج في مباراة بالدرجة الأولى ضد تشيلسي في 3 سبتمبر 1930. أعلى نسبة حضور للنادي في الدوري الإنجليزي الممتاز هي 52389 ، في مباراة ضد مانشستر سيتي في 6 مايو 2012. خسر نيوكاسل المباراة 2-0. أعلى رسوم نقل حصل عليها لاعب نيوكاسل هي 35 مليون جنيه إسترليني ، من ليفربول مقابل آندي كارول في يناير 2011 ،  بينما كان أكثر ما أنفقه النادي على لاعب 60 مليون جنيه إسترليني ، اليكسندر اسحاق من ريال سوسيداد في اغسطس 2022، حتى تم تجاوز الرقم بنقل ساندرو تونالي من اي سي ميلان في يوليو 2023 ، ويعتقد أنه في حدود 60 مليون جنيه إسترليني .

## تشكيلة الفريق
آخر تحديث في 8 أغسطس 2024
ملاحظة: تشير الأعلام إلى المنتخب بحسب قواعد الأهلية المعتمدة من قبل الفيفا؛ تنطبق بعض الاستثناءات المحدودة. وقد يحمل اللاعبون أكثر من جنسية لا تعترف بها الفيفا.
| الرقم | البلد    | المركز | اللاعب                     |
| ----- | -------- | ------ | -------------------------- |
| 1     | سلوفاكيا | حارس   | مارتن دوبرافكا             |
| 2     | إنجلترا  | مدافع  | كيران تريبير (نائب القائد) |
| 4     | هولندا   | مدافع  | سفين بوتمان                |
| 5     | سويسرا   | مدافع  | فابيان شير                 |
| 6     | إنجلترا  | مدافع  | جمال لاسيليس               |
| 7     | البرازيل | وسط    | جويلينتون                  |
| 8     | إيطاليا  | وسط    | ساندرو تونالي              |
| 9     | إنجلترا  | مهاجم  | كالوم ويلسون               |
| 10    | إنجلترا  | وسط    | أنتوني غوردون              |
| 11    | إنجلترا  | وسط    | هارفي بارنيس               |
| 13    | إنجلترا  | مدافع  | مات تارجيت                 |
| 14    | السويد   | مهاجم  | ألكسندر إيساك              |
| 17    | السويد   | مدافع  | إميل كرافث                 |
| 18    | الدنمارك | مهاجم  | ويليام أوسولا              |
| 19    | اليونان  | حارس   | أوديسياس فلاكوديموس        |

| الرقم | البلد           | المركز | اللاعب          |
| ----- | --------------- | ------ | --------------- |
| 20    | إنجلترا         | مدافع  | لويس هال        |
| 21    | إنجلترا         | مدافع  | تينو ليفرامينتو |
| 22    | إنجلترا         | حارس   | نيك بوب         |
| 23    | إنجلترا         | وسط    | جاكوب ميرفي     |
| 24    | باراغواي        | وسط    | ميغيل ألميرون   |
| 25    | إنجلترا         | مدافع  | لويد كيلي       |
| 26    | إنجلترا         | حارس   | جون رودي        |
| 28    | إنجلترا         | وسط    | جوزيف ويلوك     |
| 29    | إنجلترا         | حارس   | مارك غيليسبي    |
| 33    | إنجلترا         | مدافع  | دان بورن        |
| 36    | إنجلترا         | وسط    | ساين لونجستاف   |
| 37    | جمهورية أيرلندا | مدافع  | أليكس ميرفي     |
| 39    | البرازيل        | وسط    | برونو غيمارايش  |
| 67    | إنجلترا         | وسط    | لويس مايلي      |

### اللاعبون المُعارون
- تنتهي إعارة جميع اللاعبين في 30 يونيو 2023.[82]

ملاحظة: تشير الأعلام إلى المنتخب بحسب قواعد الأهلية المعتمدة من قبل الفيفا؛ تنطبق بعض الاستثناءات المحدودة. وقد يحمل اللاعبون أكثر من جنسية لا تعترف بها الفيفا.
| الرقم | البلد           | المركز | اللاعب                            |
| ----- | --------------- | ------ | --------------------------------- |
| 2     | جمهورية أيرلندا | مدافع  | كياران كلارك (إلى شيفيلد يونايتد) |
| 14    | إنجلترا         | وسط    | إسحاق هايدن (إلى نورويتش سيتي)    |
| 16    | جمهورية أيرلندا | وسط    | جيف هندريك (إلى نادي ريدنغ)       |

| الرقم | البلد   | المركز | اللاعب                                 |
| ----- | ------- | ------ | -------------------------------------- |
| —     | إنجلترا | حارس   | دان لانجلي (إلى نادي غيتزهد)           |
| —     | بيرو    | وسط    | رودريغو فيلسا (إلى نادي يونيفرسيتاريو) |

## الإنجازات
الدوري الإنجليزي الممتاز:
- البطل (4 مرات): 1904–05، 1906–07، 1908–09، 1926–27
- الوصيف (مرتين): 1995–96، 1996–97

الدوري الإنجليزي الدرجة الثانية:
- البطل (4 مرات): 1964–65، 1992–93، 2009–10، 2016–17
- الوصيف (مرتين): 1897–98، 1947–48

كأس إنجلترا:
- البطل (6 مرات): 1910، 1924، 1932، 1951، 1952، 1955
- الوصيف (7 مرات): 1905، 1906، 1908، 1911، 1974، 1998، 1999

درع الاتحاد الإنجليزي لكرة القدم:
- البطل (مرة): 1909
- الوصيف (5 مرات): 1932، 1951، 1952، 1955، 1996

كأس رابطة الأندية الإنجليزية المحترفة:
- البطل (مرة): 2025

- الوصيف (مرتين): 1976، 2023

الدوري الشمالي:
- الوصيف (مرتين): 1897–98، 1947–48

كأس المعارض الأوروبية:
- البطل (مرة): 1969

كأس الانترتوتو:
- البطل (مرة): 2006
- الوصيف (مرة): 2001

## وصلات خارجية
- الموقع الرسمي